# Serjão
Sérgio Ricardo de Jesus Vertello, plus communément appelé Serjão, est un footballeur brésilien né le 19 septembre 1975.